# Hideous!
Hideous! es una película de 1997 de género comedia y terror, producida y dirigida Charles Band y lanzada por Full Moon Features.

## Argumento
Un grupo de coleccionistas de seres humanos monstruosos severamente deformados,  rivales entre sí, está siendo investigado por agentes del FBI que deberán hacer frente a algunas piezas de sus colecciones que no están tan muertas como aparentan.

## Reparto
- Michael Citriniti ... Dr. Lorca
- Rhonda Griffin ... Elvina Shaw
- Mel Johnson Jr. ... Napoleon Lazar
- Jacqueline Lovell ... Sheila
- Tracie May ... Belinda Yost
- Jerry O'Donnell ... Detective Leonard Kantor
- Andrew Johnston ... Martin
- Mircea Constantinescu ... Alf
- Alexandru Agarici ... Dougie